# Campnosperma parvifolium
Campnosperma parvifolium là một loài thực vật có hoa trong họ Đào lộn hột. Loài này được Capuron ex J.S.Mill. & Randrianasolo mô tả khoa học đầu tiên năm 1998.